# 宮廷画家

『ラス・メニーナス』
スペイン王フェリペ4世の宮廷画家ディエゴ・ベラスケスが1656年に描いた絵画。スペイン王女マルガリータと、背後の鏡に映るフェリペ4世、王妃マリアの、国王一家が描かれている

宮廷画家（きゅうていがか）は、王侯貴族の依頼に応じて作品を制作する芸術家。雇い主たる王侯貴族から固定給を受けていることが多く、雇い主以外からの美術品制作依頼を受けることが制限されている場合もあった。また、とくに中世後期においては近侍 (en:valet de chambre) の地位が伴うことがあった。
一般的に、宮廷画家は固定給と宮廷内における正式な地位、さらには邸宅も与えられることもあったが、それぞれの宮廷画家が与えられた待遇にはさまざまな差異が見られる。宮廷に雇われた芸術家は、そのメンバーに様々な制約を課していたギルドからの束縛を受けることなく、宮廷からの依頼による美術作品を制作することができた。また、ヤン・ファン・エイクやディエゴ・ベラスケスのように、外交官や行政官としての役割を兼務していた宮廷画家もいる。
イスラム文化圏、とくに14世紀から17世紀では、装飾写本の挿絵（ミニアチュール）作家が、キリスト教文化圏での宮廷画家と同じような位置づけだった。シャーを初めとする支配者階級の多くが宮廷内に工房やアトリエを設置し、カリグラフィー、ミニアチュール、製本などの工芸品制作にあたらせた。キリスト教圏以上に宮廷からの後援が大規模な芸術活動に不可欠で、政権交代や君主の嗜好の変化が、芸術の発展に多大な影響を与えることもあった。リダー・アッバースィーや、アブド・アル＝サマド (en:Abd al-Samad) といったペルシアのミニアチュール作家 (en:Persian miniature) は、宮廷からの依頼で多くの美術品を制作している。
あらゆる時代の君主は、自身の、あるいは自身が統制できる工房を所有していることが多く、高品質のタペストリ、磁器、陶器、絹織物などの工芸品を制作させていた。とくに中国とビザンツ帝国でこの傾向が強い。宮廷画家がこれらの工芸品のデザインに関係することもあり、たとえばペルシア帝国、オスマン帝国、ムガル帝国で制作された絨毯には、装飾写本のミニアチュールと酷似したものがある。このことから、ミニアチュールのデザインが、宮廷から絨毯職人へと送られていたのではないかと考えられている。17世紀のフランスでも、ルイ14世の宮廷画家だったシャルル・ル・ブランは国立ゴブラン織工房 (en:Gobelins Manufactory) の責任者も兼任しており、王族の依頼に応じてタペストリのデザインに携わっていたという記録が残っている。ル・ブランはルイ14世の宮廷で重要な地位を占め、その作風はフランスのみならず、ヨーロッパ諸国の芸術に大きな影響を与えた。

## 著名な宮廷画家
| 画家                                                                 | 生年         | 国籍         | 宮廷主催者                                                                                      |
| -------------------------------------------------------------------- | ------------ | ------------ | ----------------------------------------------------------------------------------------------- |
| ヤン・ファン・エイク                                                 | 1395年頃     | フランドル   | ブルゴーニュ公フィリップ3世                                                                     |
| ジャン・フーケ                                                       | 1420年頃     | フランス     | フランス王ルイ11世                                                                              |
| アンドレア・マンテーニャ                                             | 1431年       | イタリア     | マントヴァ公家                                                                                  |
| フランチェスコ・フランチャ                                           | 1450年頃     | イタリア     | マントヴァ公家                                                                                  |
| ヌーノ・ゴンサルヴェス                                               | 1400年代半ば | ポルトガル   | ポルトガル王アフォンソ5世 ポルトガル王女ジョアナ                                                |
| ハンス・デューラー (en:Hans Dürer)                                   | 1490年       | ドイツ       | ポーランド王ジグムント1世                                                                       |
| ティツィアーノ                                                       | 1490年頃     | イタリア     | 神聖ローマ皇帝カール5世 スペイン王フェリペ2世                                                   |
| ベルナール・ファン・オルレイ                                         | 1490年頃     | フランドル   | ネーデルラント総督マルグリット・ドートリッシュ ネーデルラント総督マリア・フォン・エスターライヒ |
| ドッソ・ドッシ                                                       | 1490年頃     | イタリア     | フェラーラ公アルフォンソ1世 フェラーラ公エルコレ2世                                             |
| ハンス・ホルバイン                                                   | 1497年頃     | ドイツ       | イングランド王ヘンリー8世                                                                       |
| ブロンズィーノ                                                       | 1503年       | イタリア     | メディチ家                                                                                      |
| ソフォニスバ・アングイッソラ                                         | 1532年       | イタリア     | スペイン王フェリペ2世                                                                           |
| 呉彬 en:Wu Bin (painter)                                             | 1573年       | 中国         | 明神宗                                                                                          |
| ピーテル・パウル・ルーベンス                                         | 1577年       | フランドル   | マントヴァ公ヴィンチェンツォ1世 スペイン王フェリペ4世                                           |
| クロード・ドゥルエ (en:Claude Deruet)                                | 1588年       | フランス     | ロレーヌ公シャルル5世                                                                           |
| ドメニコ・フェッティ                                                 | 1589年頃     | イタリア     | ゴンザーガ家                                                                                    |
| ピーテル・スネイエルス                                               | 1592年       | フランドル   | スペイン領ネーデルラント総督フェルナンド スペイン領ネーデルラント総督レオポルト・ヴィルヘルム   |
| アンソニー・ヴァン・ダイク                                           | 1599年       | フランドル   | イングランド王チャールズ1世                                                                     |
| ディエゴ・ベラスケス                                                 | 1599年       | スペイン     | スペイン王フェリペ4世                                                                           |
| アブドゥルセリ・レヴニ (en:Abdulcelil Levni)                         | 1600年代     | トルコ       | オスマン帝国皇帝ムスタファ2世 オスマン帝国皇帝アフメト3世                                       |
| ディルク・ストープ (en:Dirk Stoop)                                   | 1610年頃     | オランダ     | ポルトガル王ジョアン4世 ポルトガル王女カタリナ イングランド王チャールズ2世                      |
| ダーフィト・エーレンシュトラール (David Klöcker Ehrenstrahl)         | 1628年       | スウェーデン | スウェーデン王カール11世                                                                        |
| ジャック・ダガー (en:Jacques d'Agar)                                 | 1640年       | デンマーク   | デンマーク王クリスチャン5世                                                                     |
| ジヴァンニ・マリア・デッレ・ピアーネ (en:Giovanni Maria delle Piane) | 1660年       | イタリア     | スペイン王妃エリザベッタ・ファルネーゼ                                                          |
| ラッヘル・ライス                                                     | 1664年       | オランダ     | プファルツ選帝侯ヨハン・ヴィルヘルム                                                            |
| ルイ・ド・シルヴェストル (en:Louis de Silvestre)                     | 1675年       | フランス     | ポーランド王アウグスト2世 ポーランド王アウグスト3世                                             |
| ヤコポ・アミゴーニ                                                   | 1682年       | イタリア     | スペイン王フェルナンド6世                                                                       |
| ジュゼッペ・カスティリオーネ (郎世寧)                                | 1688年       | 中国         | 清聖祖、世宗、高宗                                                                              |
| ルイ＝ミシェル・ヴァン・ロー                                         | 1707年       | フランス     | スペイン王フェリペ5世                                                                           |
| ミゲル・アントニオ・ド・アマラル (en:Miguel António do Amaral)       | 1710年       | ポルトガル   | ポルトガル王ジョゼ1世 ポルトガル女王マリア1世 ポルトガル王太子ジョゼ                            |
| イエンス・ユール                                                     | 1745年       | デンマーク   | デンマーク王クリスチャン7世                                                                     |
| フランシスコ・デ・ゴヤ                                               | 1746年       | スペイン     | スペイン王カルロス3世 スペイン王カルロス4世 スペイン王フェルナンド7世                           |
| フランシス・ブルジョワ (en:Francis Bourgeois)                        | 1753年       | イングランド | イングランド王ジョージ3世                                                                       |
| ジャン＝バティスト・デブレ                                           | 1768年       | フランス     | ポルトガル王ジョアン6世 ブラジル皇帝ペドロ1世                                                   |
| ドミンゴス・セケイラ                                                 | 1768年       | ポルトガル   | ポルトガル王ジョアン6世                                                                         |
| ジョージ・ヘイター (en:George Hayter)                                | 1792年       | イングランド | イギリス女王ヴィクトリア                                                                        |
| フリードリヒ・フォン・アマーリング                                   | 1803年       | オーストリア | オーストリア皇帝フランツ・ヨーゼフ1世                                                           |
| カール・ハーグ                                                       | 1820年       | ドイツ       | イギリス女王ヴィクトリア                                                                        |